# أوستن هدسون
أوستن هدسون (بالإنجليزية: Austin Hudson)‏ (31 ديسمبر 1959 ببلفيل في الولايات المتحدة - ) هو مدرب كرة قدم ولاعب كرة قدم أمريكي في مركز الهجوم. لعب مع Austin Thunder ‏ وOklahoma City Slickers ‏ وDayton Dynamo (1988–1995) ‏ وكنساس سيتي كومتس ‏ وLouisville Thunder ‏ وMemphis Storm ‏.